# Ananas ananassoides
Espèce
Classification phylogénétique
Ananas ananassoides est une espèce de plantes de la famille des Bromeliaceae.

## Synonymes
- Acanthostachys ananassoides Baker[1] ;
- Ananas genesio-linsii Reitz[1] ;
- Ananas guaraniticus Bertoni[1] ;
- Ananas microstachys Lindm. [non-légitime][1] ;
- Ananas nanus (L.B.Sm.) L.B.Sm.[1] ;

## Distribution
L'espèce est largement répandue de l'Amérique centrale à l'Amérique du Sud, du Costa Rica à l'Argentine.

## Description
L'espèce est hémicryptophyte.